# 健康運動指導士
健康運動指導士（けんこううんどうしどうし）は、スポーツクラブや保健所・保健センター、病院・介護施設などにおいて、人々の健康を維持・改善するために、安全かつ適切な運動プログラムを提案・指導する専門家をいう。厚生労働省所管の財団法人健康・体力づくり事業財団が養成・資格の認定・登録事業を行っている。
厚労省が認定する健康増進施設に配置されるほか、生活習慣病予防を中心とした特定健診・特定保健指導（メタボ検診）における運動指導や介護予防、運動と食育を組み合わせたスポーツ栄養などの分野で注目されている。

## 資格取得
資格取得にあたっては、健康・体力づくり事業財団が開催する健康運動指導士養成講座、もしくは同財団から健康運動指導士養成校として認定を受けた大学などに設置された養成講座を受講する。養成講座では、運動生理学をはじめ栄養学やバイオメカニクス、トレーニング、糖尿病などに関する講義、ウォーキングやエアロビクスダンス、水泳といったフィットネス、運動プログラムの作成などの実習が含まれる。養成講座を修了後に受験できる認定試験に合格したのち、健康運動指導士台帳に登録する。登録の有効期間は5年間で、所定の講習を受講することで更新できる。

## 沿革
健康運動指導士の養成は、国民の生活習慣病予防・適切な運動習慣の普及を目的とした厚生省（当時）の施策の一つとして1988年に始まった。当初は厚生大臣（のちに厚生労働大臣）の認定事業として実施されていたが、2006年以降は財団法人健康・体力づくり事業財団の独自事業となっている。
2007年に養成講座のカリキュラムと受講要件が変更され、保健師や管理栄養士、四年制大学の体育学系学部を卒業した者、アスレティックトレーナーやスポーツプログラマー、インストラクターなど運動指導の実務経験者については、一部科目が免除されることとなった。